# Ancistrus
Ancistrus is een geslacht van straalvinnige vissen uit de familie van de harnasmeervallen (Loricariidae).

## Soorten
De volgende soorten zijn bij het geslacht ingedeeld:
- Ancistrus abilhoai Bifi, Pavanelli & Zawadzki, 2009
- Ancistrus agostinhoi Bifi, Pavanelli & Zawadzki, 2009
- Ancistrus aguaboensis Fisch-Muller, Mazzoni & Weber, 2001
- Ancistrus bodenhameri Schultz, 1944
  - = Ancistrus brevifilis bodenhameri Schultz, 1944
- Ancistrus bolivianus (Steindachner, 1915)
  - = Xenocara boliviana Steindachner, 1915
- Ancistrus brevifilis Eigenmann, 1920
- Ancistrus brevipinnis (Regan, 1904)
  - = Xenocara brevipinnis Regan, 1904
- Ancistrus bufonius (Valenciennes, 1840)
  - = Hypostomus bufonius Valenciennes, 1840
  - = Hypostomus calamita Valenciennes, 1840
  - = Ancistrus calamita (Valenciennes, 1840)
- Ancistrus caucanus Fowler, 1943
- Ancistrus centrolepis Regan, 1913
  - = Ancistrus melas Eigenmann, 1916
  - = Ancistrus baudensis Fowler, 1945
- Ancistrus chagresi Eigenmann & Eigenmann, 1889
- Ancistrus cirrhosus (Valenciennes, 1836)
  - = Hypostomus cirrhosus Valenciennes, 1836
- Ancistrus claro Knaack, 1999
- Ancistrus clementinae Rendahl, 1937
- Ancistrus cryptophthalmus Reis, 1987
- Ancistrus cuiabae Knaack, 1999
- Ancistrus damasceni (Steindachner, 1907)
  - = Xenocara damasceni Steindachner, 1907
- Ancistrus dolichopterus Kner, 1854 – Borstelneus
  - = Xenocara dolichoptera (Kner, 1854)
  - = Hypostoma punctatum Jardine, 1841
- Ancistrus dubius Eigenmann & Eigenmann, 1889
  - = Ancistrus cirrhosus dubius Eigenmann & Eigenmann, 1889
- Ancistrus erinaceus (Valenciennes, 1840)
  - = Hypostomus erinaceus Valenciennes, 1840
- Ancistrus eustictus (Fowler, 1945)
  - = Pristiancistrus eustictus Fowler, 1945
- Ancistrus falconensis Taphorn, Armbruster & Rodríguez-Olarte, 2010
- Ancistrus formoso Sabino & Trajano, 1997
- Ancistrus fulvus (Holly, 1929)
  - = Xenocara fulva Holly, 1929
- Ancistrus galani Pérez & Viloria, 1994
- Ancistrus gymnorhynchus Kner, 1854
  - = Xenocara gymnorhynchus (Kner, 1854)
  - = Hypostomus karstenii Lütken, 1874
  - = Xenocara rothschildi Regan, 1905
  - = Ancistrus rothschildi (Regan, 1905)
  - = Lasiancistrus nationi Fernández-Yépez, 1972
- Ancistrus heterorhynchus (Regan, 1912)
  - = Xenocara heterorhynchus Regan, 1912
- Ancistrus hoplogenys (Günther, 1864)
  - = Chaetostomus hoplogenys Günther, 1864
  - = Chaetostomus alga Cope, 1872
  - = Ancistrus alga (Cope, 1872)
  - = Chaetostomus tectirostris Cope, 1872
  - = Ancistrus tectirostris (Cope, 1872)
  - = Chaetostomus cirrhosus punctata Steindachner, 1881
  - = Ancistrus punctatus (Steindachner, 1881)
- Ancistrus jataiensis Fisch-Muller, Cardoso, da Silva & Bertaco, 2005
- Ancistrus jelskii (Steindachner, 1876)
  - = Chaetostomus jelskii Steindachner, 1876
- Ancistrus latifrons (Günther, 1869)
  - = Chaetostomus latifrons Günther, 1869
- Ancistrus leucostictus (Günther, 1864)
  - = Chaetostomus leucostictus Günther, 1864
- Ancistrus lineolatus Fowler, 1943
- Ancistrus lithurgicus Eigenmann, 1912
- Ancistrus macrophthalmus (Pellegrin, 1912)
  - = Xenocara macrophthalma Pellegrin, 1912
- Ancistrus maculatus (Steindachner, 1881)
  - = Chaetostomus cirrhosus maculatus Steindachner, 1881
- Ancistrus malacops (Cope, 1872)
  - = Chaetostomus malacops Cope, 18722
- Ancistrus maracasae Fowler, 1946
  - = Ancistrus maracasse Fowler, 1946
- Ancistrus martini Schultz, 1944
  - = Ancistrus triradiatus martini Schultz, 1944
- Ancistrus mattogrossensis Miranda Ribeiro, 1912
  - = Ancistrus mattogrossenssis Miranda Ribeiro, 1912
- Ancistrus megalostomus Pearson, 1924
- Ancistrus minutus Fisch-Muller, Mazzoni & Weber, 2001
- Ancistrus montanus (Regan, 1904)
  - = Xenocara montana Regan, 1904
- Ancistrus mullerae Bifi, Pavanelli & Zawadzki, 2009
- Ancistrus multispinis (Regan, 1912)
  - = Xenocara multispinis Regan, 1912
  - = Ancistrus multispinus (Regan, 1912)
  - = Hemiancistrus albocinctus Ahl, 1936
  - = Peckoltia albocincta (Ahl, 1936)
- Ancistrus nudiceps (Müller & Troschel, 1849)
  - = Hypostomus nudiceps Müller & Troschel, 1849
- Ancistrus occidentalis (Regan, 1904)
  - = Xenocara occidentalis Regan, 1904
- Ancistrus occloi Eigenmann, 1928
- Ancistrus parecis Fisch-Muller, Cardoso, da Silva & Bertaco, 2005
- Ancistrus pirareta Muller, 1989
- Ancistrus piriformis Muller, 1989
- Ancistrus ranunculus Muller, Rapp Py-Daniel & Zuanon, 1994
- Ancistrus reisi Fisch-Muller, Cardoso, da Silva & Bertaco, 2005
- Ancistrus salgadae Fowler, 1941
  - = Peckoltia salgadae (Fowler, 1941)
- Ancistrus spinosus Meek & Hildebrand, 1916
- Ancistrus stigmaticus Eigenmann & Eigenmann, 1889
- Ancistrus tamboensis Fowler, 1945
- Ancistrus taunayi Miranda Ribeiro, 1918
- Ancistrus temminckii (Valenciennes, 1840)
  - = Hypostomus temminckii Valenciennes, 1840
  - = Ancistrus temmincki (Valenciennes, 1840)
  - = Plecostomus aculeatus Gronow, 1854
- Ancistrus tolima Taphorn, Armbruster, Villa-Navarro & Ray, 2013
- Ancistrus tombador Fisch-Muller, Cardoso, da Silva & Bertaco, 2005
- Ancistrus trinitatis (Günther, 1864)
  - = Chaetostomus trinitatis Günther, 1864
  - = Chaetostoma trinitatis Günther, 1864
  - = Guyanancistrus trinitatis (Günther, 1864)
  - = Lasiancistrus trinitatis (Günther, 1864)
- Ancistrus triradiatus Eigenmann, 1918
- Ancistrus variolus (Cope, 1872)  
  - = Chaetostomus variolus Cope, 1872
- Ancistrus verecundus Fisch-Muller, Cardoso, da Silva & Bertaco, 2005
- Ancistrus vericaucanus Taphorn, Armbruster, Villa-Navarro & Ray, 2013